# NGC 1212
NGC 1212 é uma galáxia espiral (S0-a) localizada na direcção da constelação de Perseus. Possui uma declinação de +40° 53' 35" e uma ascensão recta de 3 horas, 09 minutos e 42,3 segundos.
A galáxia NGC 1212 foi descoberta em 18 de Outubro de 1884 por Lewis A. Swift.